# Batu Galang
Batu Galang is een bestuurslaag in het regentschap Empat Lawang van de provincie Zuid-Sumatra, Indonesië. Batu Galang telt 545 inwoners (volkstelling 2010).